# Mistrzostwa Polski w Łyżwiarstwie Szybkim w Wieloboju 1979
43. Mistrzostwa Polski w łyżwiarstwie szybkim w wieloboju odbyły się w 1979 roku w Zakopanem na torze COS. Złoty medal wśród kobiet zdobyła Erwina Ryś-Ferens.

## Kobiety
| Msc. | Zawodniczka                           | 500 m | 1500 m | 3000 m | 5000 m | Wielobój |
| 1.   | Erwina Ryś-Ferens (Marymont Warszawa) |       |        |        |        | 184,703  |
| 2.   | Lilianna Morawiec (MKS Cuprum Lubin)  |       |        |        |        | 188,704  |
| 3.   | Grażyna Nocoń (AZS-SMS Zakopane)      |       |        |        |        | 190,140  |

## Mężczyźni
Zawody mężczyzn nie zostały przeprowadzone.